# Sunderland 'Til I Die
Sunderland 'Til I Die è un docu-reality sportivo britannico, composto da quattordici episodi divisi in due stagioni (otto nella prima e sei nella seconda), pubblicato su Netflix il 14 dicembre 2018.
Prodotto da Fulwell 73, documenta gli eventi del Sunderland, squadra calcistica inglese, durante la sua stagione negativa 2017-2018 in Football League Championship, la seconda divisione inglese, chiusasi con la retrocessione in Football League One, la terza divisione nazionale. In un comunicato stampa, Fulwell 73 ha spiegato che questo documentario avrebbe "condotto il pubblico a osservare gli alti e bassi della prima stagione del Sunderland nel Championship successiva alla dolorosa retrocessione dell'anno precedente".
La seconda stagione della serie, pubblicata il 1º aprile 2020, racconta le vicende interne allo spogliatoio e sul campo della stagione successiva in League One, conclusa dal Sunderland con una sconfitta nella finale play-off valida per un posto nel Championship 2019-2020.
La serie è stata ampiamente lodata dalla critica.

## Produzione
Ellis Short, presidente del Sunderland, ha inizialmente autorizzato alcune riprese TV da effettuare nell'estate del 2017, in base alle quali avrebbe potuto attirare potenziali investitori. Il Sunderland era già stato al centro di precedenti documentari, tra cui Premier Passions del 1998 (che ha anche documentato una stagione terminata con la retrocessione) e Premier Pressures del 1999.
Le riprese, iniziate nel giugno 2017, avrebbero auspicabilmente documentato la lotta del Sunderland per la promozione in Premier League. L'allenatore Chris Coleman ha ammesso di non trovarsi a proprio agio per via della presenza delle telecamere, che erano già in azione quando il tecnico gallese ha sostituito Simon Grayson come allenatore durante la stagione. Coleman ha descritto la costante attenzione come "innaturale". 
La serie non ha previsto riprese interne allo spogliatoio, presenti invece in Premier Passions, come ha spiegato Coleman: "L'unica cosa su cui ho davvero insistito era che non volevo riprese nello spogliatoio, che è stato tenuto separato." 
La serie termina con l'acquisizione del club da parte di Stewart Donald in seguito alla retrocessione.
La prima visione dell'episodio 1 ha avuto luogo all'Empire Theatre di Sunderland il 5 dicembre 2018. La compagnia di produzione è stata affiancata da media locali, giocatori e personale del Sunderland e un gruppo di 200 titolari di biglietti validi per la stagione in corso, selezionati da una estrazione. Dopo la visione, ai partecipanti è stato mostrato un trailer di una seconda stagione.
La sigla di apertura, curata da Alchemy Studio, annovera figure chiave del passato del Sunderland, con la canzone Shipyards della band The Lake Poets, originaria di Sunderland.

## Episodi
| Stagione         | Numero Episodio | Titolo                       | Partite giocate | Prima Visione UK | Prima visione Italia |
| ---------------- | --------------- | ---------------------------- | --- | ---------------- | -------------------- |
| Prima stagione   | 1               | Accecati dalla luce          | Sunderland 0 - 5 Celtic | 14 dicembre 2018 | 14 dicembre 2018     |
| Prima stagione   | 2               | Non possiamo arrenderci      | Sunderland 1 - 1 Derby County / Norwich City 1 - 3 Sunderland / Bury 0 - 1 Sunderland / Carlisle United 1 - 2 Sunderland / Sheffield Wednesday 1 - 1 Sunderland / Sunderland 0 - 2 Leeds United / Barnsley 3 - 0 Sunderland | 14 dicembre 2018 | 14 dicembre 2018     |
| Prima stagione   | 3               | Scarpe di plastica           | Sunderland 1 - 2 Sheffield United / Sunderland 0 - 1 Nottingham Forest / Ipswich Town 5 - 2 Sunderland / Brentford 3 - 3 Sunderland / Sunderland 3 - 3 Bolton                                                               | 14 dicembre 2018 | 14 dicembre 2018     |
| Prima stagione   | 4               | Tornare ai vertici           | Middlesbrough 1 - 0 Sunderland / Sunderland 2 - 2 Millwall / Burton Albion 0 - 2 Sunderland / Sunderland 1 - 0 Fulham | 14 dicembre 2018 | 14 dicembre 2018     |
| Prima stagione   | 5               | Arrangiarsi                  | Sunderland 0 - 1 Barnsley / Birmingham City 3 -1 Sunderland | 14 dicembre 2018 | 14 dicembre 2018     |
| Prima stagione   | 6               | Senza garanzie               | Bristol City 3 - 3 Sunderland / Sunderland 0 - 2 Brentford / Bolton 1 - 0 Sunderland / Sunderland 3 - 3 Middlesbrough | 14 dicembre 2018 | 14 dicembre 2018     |
| Prima stagione   | 7               | Cambiare la scena            | Millwall 1 - 1 Sunderland / Sunderland 0 - 3 Aston Villa / Derby County 1 - 4 Sunderland / Sunderland 1 - 2 Burton Albion                                                                                                   | 14 dicembre 2018 | 14 dicembre 2018     |
| Prima stagione   | 8               | Un nuovo inizio              | Sunderland 3 - 0 Wolves | 14 dicembre 2018 | 14 dicembre 2018     |
| Seconda stagione | 1               | Un ruolo nella sua rinascita | Sunderland 2 - 1 Charlton | 1º aprile 2020   | 1º aprile 2020       |
| Seconda stagione | 2               | Alla vecchia maniera         | Gillingham 1 - 4 Sunderland / AFC Wimbledon 1 - 2 Sunderland / Sunderland 4 - 1 Rochdale / Shrewsbury Town 0 - 2 Sunderland                                                                                                 | 1º aprile 2020   | 1º aprile 2020       |
| Seconda stagione | 3               | Orgoglio, passione e lealtà  | Sunderland 4 - 2 Barnsley / Sunderland 1 - 0 Bradford City | 1º aprile 2020   | 1º aprile 2020       |
| Seconda stagione | 4               | Giocando a poker             | Oxford Utd 1 - 1 Sunderland / Sunderland 1 - 1 Blackpool / Sunderland 4 - 2 Gillingham | 1º aprile 2020   | 1º aprile 2020       |
| Seconda stagione | 5               | Il tempo degli uomini        | Sunderland 4 - 0 Newcastle Utd U-21 / Bristol Rovers 0 - 2 Sunderland / Portsmouth 1 - 1 (2 - 2 (dts)), (5-4 dtr) Sunderland                                                                                                | 1º aprile 2020   | 1º aprile 2020       |
| Seconda stagione | 6               | Il calcio è tutto            | Sunderland 4 - 5 Coventry City / Fleetwood Town 2 - 1 Sunderland / Sunderland 1 - 1 Portsmouth / Sunderland 1 - 0 Portsmouth / Portsmouth 0 - 0 Sunderland / Sunderland 1 - 2 Charlton                                      | 1º aprile 2020   | 1º aprile 2020       |

## Accoglienza

### Critica
La serie ha ricevuto una valutazione ampiamente positiva dalla critica.
Dovendo recensire la serie per Sports Illustrated, Luis Miguel Echegaray la paragona a All or Nothing: Manchester City e scrive: "Il progetto racchiude perfettamente il significato culturale della relazione della città con i suoi orgogliosi sostenitori della classe operaia. Come risultato, Sunderland 'Til I Die, nonostante la situazione del club, spicca su tutto il resto". Scrivendo per l'Independent, Alex Hess paragona la serie a All or Nothing, suggerendo che, a differenza della vittoria quasi scontata del Manchester City, il fallimento della stagione del Sunderland ha reso la serie "trionfale".
Il Newcastle Evening Chronicle ha dedicato alla serie una recensione positiva con cinque stelle di valutazione, descrivendola come "molto più di una storia di sfortune" e lodando l'attenzione della pellicola per i tifosi. Scrivendo per il Guardian, Barry Glendenning ha definito la pellicola una "serie meravigliosa" che "mostra contemporaneamente tutto ciò che è giusto e sbagliato nel calcio inglese". Jack Fox di Metro afferma che "a volte è più cruento di Game of Thrones, ma è una serie che vale davvero la pena guardare".
Il tecnico Simon Grayson, in un'intervista rilasciata a TalkSport, si è rivelato infelice riguardo al suo ritratto nella serie, affermando che le riprese effettuate mostrano in particolare i lati negativi della sua gestione, rispetto a quelle dedicate al suo successore, Chris Coleman.